# Friedrich Wilhelm August Zachariae
Friedrich Wilhelm August Zachariae (* 24. August 1793 in Göttingen; † 3. November 1865 ebenda) war ein deutscher Verwaltungsjurist und Politiker.

## Leben
Friedrich Zachariae war Sohn des Stadtrichters in Göttingen Friedrich Wilhelm Christian Zachariae. Er immatrikulierte sich 1810 zum Studium der Rechtswissenschaften  an der Universität Göttingen. Er wurde Mitglied des Corps Hannovera Göttingen und unterzeichnete als Senior des Corps gemeinsam mit dem Consenior Alfred Heyne für dieses den SC-Comment des Göttinger Senioren-Convents vom 2. April 1813. Nach den Befreiungskriegen und dem Examen trat er in den Verwaltungsdienst des Königreichs Hannover ein. Er wurde 1818 Amtsassessor in Göttingen, 1840 (titularischer ?) Amtmann in Grohnde, 1841 bis 1852 Amtmann in Lauenstein. Von 1853 bis 1862 wirkte er als königlich hannoverscher Oberamtmann (Landrat) in Göttingen. Er gehörte bis zu seinem Tod dem Hannoverschen Staatsrat an.
Zachariae war zweimal verheiratet und hatte sechs Kinder.